# كويزي غشائي
كويزي غشائي (الاسم العلمي: Cantharellus membranaceus) هو نوع من الفطريات يتبع جنس الكويزي من فصيلة الكويزية.